# Lac Cass
Le Lac Cass est un lac d'origine glaciaire situé au centre-nord du Minnesota aux États-Unis.
Il s'étend sur les comtés de Beltrami et Cass entre la forêt nationale de Chippewa et la réserve indienne de Leech Lake. Ses dimensions sont environ 16 km de long sur 11 km de large pour une superficie de 65 km2. Il était connu des premiers explorateurs et commerçants français comme Lac du Cèdre Rouge (Red Cedar Lake en anglais).Le lac a la particularité d'abriter une île lacustre (Star island) contenant elle-même un lac de 80 hectares (Lac Windigo).
Le Mississippi traverse le lac d'ouest en est. En juillet 1820, une expédition dirigée par le général Lewis Cass explora le lac. Empêché d'aller plus en amont par les basses eaux, il considéra le lac comme étant les sources du Mississippi. En juin 1832, James Allen, lors de l'expédition dirigée par Henry Schoolcraft, découvrit la véritable source du Mississippi au lac Itasca. 

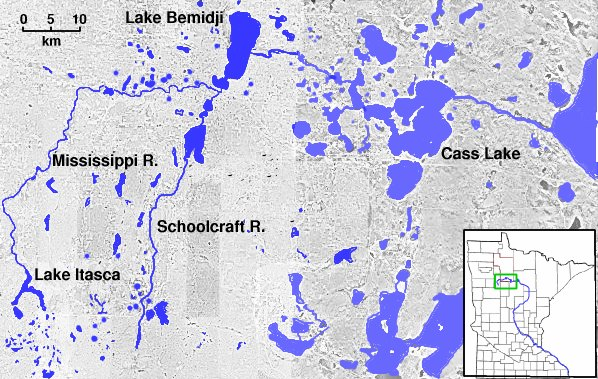
Le lac Cass et le Haut-Mississippi

Le lac est une destination prisée pour la pêche récréative, le canotage et la natation. 
Autrefois, le lac Cass englobait Pike Bay, un lac de 19,3 km2 situé au sud du lac Cass. À partir de 1898, la construction d'un chemin de fer, puis d'une route et d'un pipeline a entraîné une diminution des courants et une augmentation de la sédimentation dans les rétrécissements. Les deux plans d'eau sont maintenant considérés comme des lacs distincts reliés par un chenal de 650 mètres de long.

## Source
- (en) Cet article est partiellement ou en totalité issu de l’article de Wikipédia en anglais intitulé « Cass Lake (Minnesota) » (voir la liste des auteurs).